# Noah Hawley
Pour les articles homonymes, voir Hawley.
Noah Hawley, né en 1967 à New York, est un écrivain, scénariste et réalisateur américain. Auteur de roman policier, il est notamment le créateur de la série télévisée américaine Fargo.

## Biographie
Noah Hawley est le fils de l'essayiste féministe Louise Armstrong et de l'homme d'affaires Tom Hawley.
En novembre 2019, il est annoncé qu'il réalisera le 4e volet de la saga reboot Star Trek.

## Filmographie
Sauf indication contraire, les informations mentionnées dans cette section peuvent être confirmées par la base de données cinématographiques IMDb,  présente dans la section « Liens externes ».

### Scénariste
- 2005-2007 : Bones (série TV)
- 2006 : The Alibi (série TV)
- 2009 : The Unusuals (série TV)
- 2010 : My Generation (série TV)
- 2014-2017 ; 2024 : Fargo (série TV)
- 2017-2019 : Legion (série TV)
- 2019 : Lucy in the Sky de lui-même
- 2024 : Alien: Earth (série TV)

### Réalisateur
- 2015-2020 : Fargo (série TV) - 3 épisodes
- 2017-2019 : Legion (série TV) - 3 épisodes
- 2019 : Lucy in the Sky
- 2024 : Alien: Earth (série TV)

## Romans
- (en) A Conspiracy of Tall Men, 1998
- (en) Other People's Weddings, 2004
- (en) The Punch, 2008
- Le Bon Père, Gallimard, coll. « Série noire », 2013 ((en) The Good Father, 2012)  (ISBN 978-2-07-013564-6)Réédition Gallimard, coll. « Folio policier » no 854, 2018 (ISBN 978-2-07-046314-5)
- Avant la chute, Gallimard, coll. « Série noire », 2018 ((en) Before the Fall, 2016)  (ISBN 978-2-07-014974-2)Réédition Gallimard, coll. « Folio policier » no 889, 2019 (ISBN 978-2-07-284098-2)
- (en) Anthem, 2022

## Distinctions
- Prix Edgar-Allan-Poe 2017 pour Before the Fall[3]